# Windsor (Massachusetts)
Windsor – miasto w Stanach Zjednoczonych, w stanie Massachusetts, w hrabstwie Berkshire.